# شهرستان توقسو
شهرستان توقسو (به زبان اویغوری: توقسۇ ناھىيىسى) و یا شهرستان شینهه (به چینی: 新和县، به پین‌یین: Xīnhé Xiàn) یک شهرستان در چین است که در ولایت آق‌سو واقع شده‌است.

## جمعیت
| ترکیب قومیتی شهرستان توقسو | ترکیب قومیتی شهرستان توقسو | ترکیب قومیتی شهرستان توقسو | ترکیب قومیتی شهرستان توقسو | ترکیب قومیتی شهرستان توقسو |
| -------------------------- | -------------------------- | -------------------------- | -------------------------- | -------------------------- |
| قومیت                      | قومیت                      |                            | درصد                       | درصد                       |
| اویغور                     | اویغور                     |                            | ۹۴٫۱٪                      | ۹۴٫۱٪                      |
| هان                        | هان                        |                            | ۵٫۶٪                       | ۵٫۶٪                       |
| هوئی                       | هوئی                       |                            | ۰٫۲٪                       | ۰٫۲٪                       |
| سایر                       | سایر                       |                            | ۰٫۱٪                       | ۰٫۱٪                       |
| منبع سرشماری جمعیت :       |                            |                            |                            |                            |

## تاریخچه
«ولایت اونسو» در سال ۱۹۰۲ میلادی، به مرکزیت اونسو تاسیس شد. شهرستان شایار در این ولایت قرار گرفت.
در آوریل ۱۹۱۳ میلادی، مرکز ولایت از اونسو به آق‌سو منتقل شد و نام آن به «ولایت آق‌سو» تغییر کرد.
در سال ۱۹۱۳ میلادی، با جدا شدن از شهرستان شایار، شهرستان کوچار تاسیس شد.
شهرستان توقسو نیز در سال ۱۹۳۰، با جدا شدن از شهرستان کوچار، تاسیس شد.